# Кірка (Румунія)
Кірка (рум. Chirca) — село у повіті Димбовіца в Румунії. Входить до складу комуни Могошань.
Село розташоване на відстані 62 км на північний захід від Бухареста, 27 км на південь від Тирговіште, 130 км на схід від Крайови, 109 км на південь від Брашова.

## Населення
За даними перепису населення 2002 року у селі проживали 188 осіб, усі — румуни. Усі жителі села рідною мовою назвали румунську.